# フチトリゲンゴロウ
フチトリゲンゴロウ Cybister limbatus (Fabricius, 1775)は、コウチュウ目ゲンゴロウ科ゲンゴロウ亜科ゲンゴロウ属の水生昆虫。
日本では南西諸島に分布する。日本本土（北海道・本州・四国・九州）に分布する同属のゲンゴロウ（ナミゲンゴロウ） C. chinensis とともに、日本に分布するゲンゴロウ類としては最大種の一つである。また南西諸島のゲンゴロウ類としては最大級の種でもあるが、日本国内の分布は南西諸島（渡瀬線以南）に限定されるため、馴染みは薄い。絶滅のおそれのある野生動植物の種の保存に関する法律（種の保存法）に基づき「国内希少野生動植物種」に指定され、捕獲・採取・譲渡（販売など）が原則禁止されている。

## 特徴

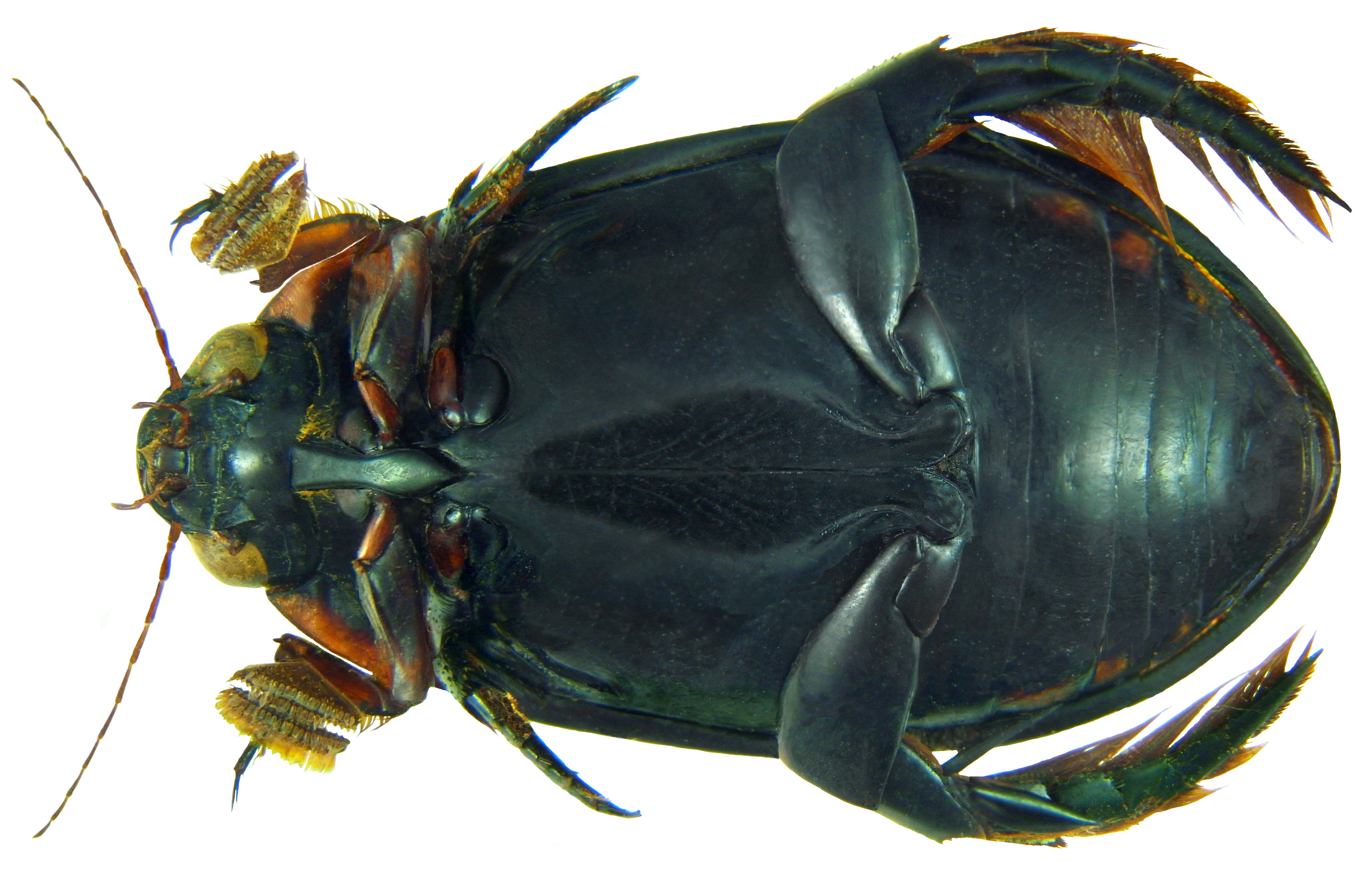
フチトリゲンゴロウ成虫（オス個体）の標本裏面

成虫の体長は33 - 39ミリメートル (mm) 。体型は卵形で比較的厚く、背面は緑色を帯びた暗褐色で光沢があるが、メスでは光沢が弱い。頭楯・上唇・前胸背・上翅の側縁部は黄色から淡黄褐色で、この上翅の黄色帯は肩部分を除き側縁に達せず、翅端部で釣り針の先端部のように広がる。頭部は前頭両側・複眼内縁部に浅いくぼみがある。前胸背（前縁部に点刻あり）・上翅（3条の点刻列あり）はオスではほぼなめらかだが、メスは前胸背（中央部を除く）および上翅（翅端部および会合部を除く）に強いしわがある。触角・口枝は黄褐色で、前脚・中脚は黄褐色で中跗節は暗褐色、後脚は暗赤褐色で、後脚跗節内側には遊泳毛があるほか、オスの場合は外側にも遊泳毛がある。腹面は暗赤褐色で光沢が強く、前胸腹板突起・後胸腹板内方・後基節内方はより暗色となる。腹部第3節から第5節の側方に黄褐色紋をもつが、メスでは不明瞭な個体も見られる。オスの交尾器中央片は先端後方でややくびれ、先端部は二又状で深く湾入する。
同属のゲンゴロウ（ナミゲンゴロウ）と比較するとより腹部に厚みがあり、腹面全体が黒もしくは黒褐色（ゲンゴロウは黄褐色）で見た目に重厚感がある点から容易に区別できる。奄美大島産は八重山列島産に比べやや小型である。

## 分布
日本国内では南西諸島から記録されているが、沖縄本島など沖縄諸島では確実な記録がない。南方系の種で日本（南西諸島）は分布北限に当たり、国外では台湾・中国（中華人民共和国）・ベトナム・フィリピン・インドネシア・ネパール・インド・タイ王国などに分布する。

## 生態
同属のヒメフチトリゲンゴロウ C. rugosus とともに水生植物が繁茂したかなり深い池沼・放棄水田に生息するが、一般的にフチトリゲンゴロウはヒメフチトリゲンゴロウよりはるかに少ない。農地のため池で生息が確認された事例もあるほか、自然池がない奄美大島では人工のため池などで発見されている。フチトリゲンゴロウは貧栄養的な水質を好むと考えられ、ゲンゴロウより水質悪化に敏感であり、泳ぎも鈍い。成虫、幼虫ともに肉食性で、主に昆虫類を捕食する。
フチトリゲンゴロウは亜熱帯・熱帯地方を中心に生息する種であるため、ゲンゴロウに比べて低温に弱く、水温10℃以下になると死亡する個体も発生する。人工繁殖を行う際は、繁殖期に25℃以上の水温、14時間程度の日照時間を維持する必要がある。成虫だけでなく、卵・幼虫・蛹も成虫と同様に水温を25℃以上の高水温に保つ必要がある。
水温25℃以上で繁殖行動が活発化し、ゲンゴロウと同様に水生植物の茎内に産卵するが、南西諸島に生息するフチトリゲンゴロウはゲンゴロウより1か月ほど早い3月ごろから産卵活動を開始し、5月には3齢幼虫が出現する。飼育下では、卵が産まれてから成虫に羽化するまでの期間は約2か月であり、成虫の寿命は約2年である。幼虫は野外ではヤゴのみを捕食しているとされているが、フチトリゲンゴロウの人工繁殖に取り組んでいるアクアマリンいなわしろカワセミ水族館や伊丹市昆虫館では、幼虫の餌として冷凍コオロギを用いている。
なおフチトリゲンゴロウとゲンゴロウを同一容器で飼育すると、泳ぎが鈍く小柄であるフチトリゲンゴロウのメスはより大型で活発に泳ぐゲンゴロウのオスから交尾を強要されるが、ゲンゴロウより体長が小さいことから呼吸器を水面上に出すことができず窒息死してしまうため、ほぼ全滅してしまう。

## 保全状況

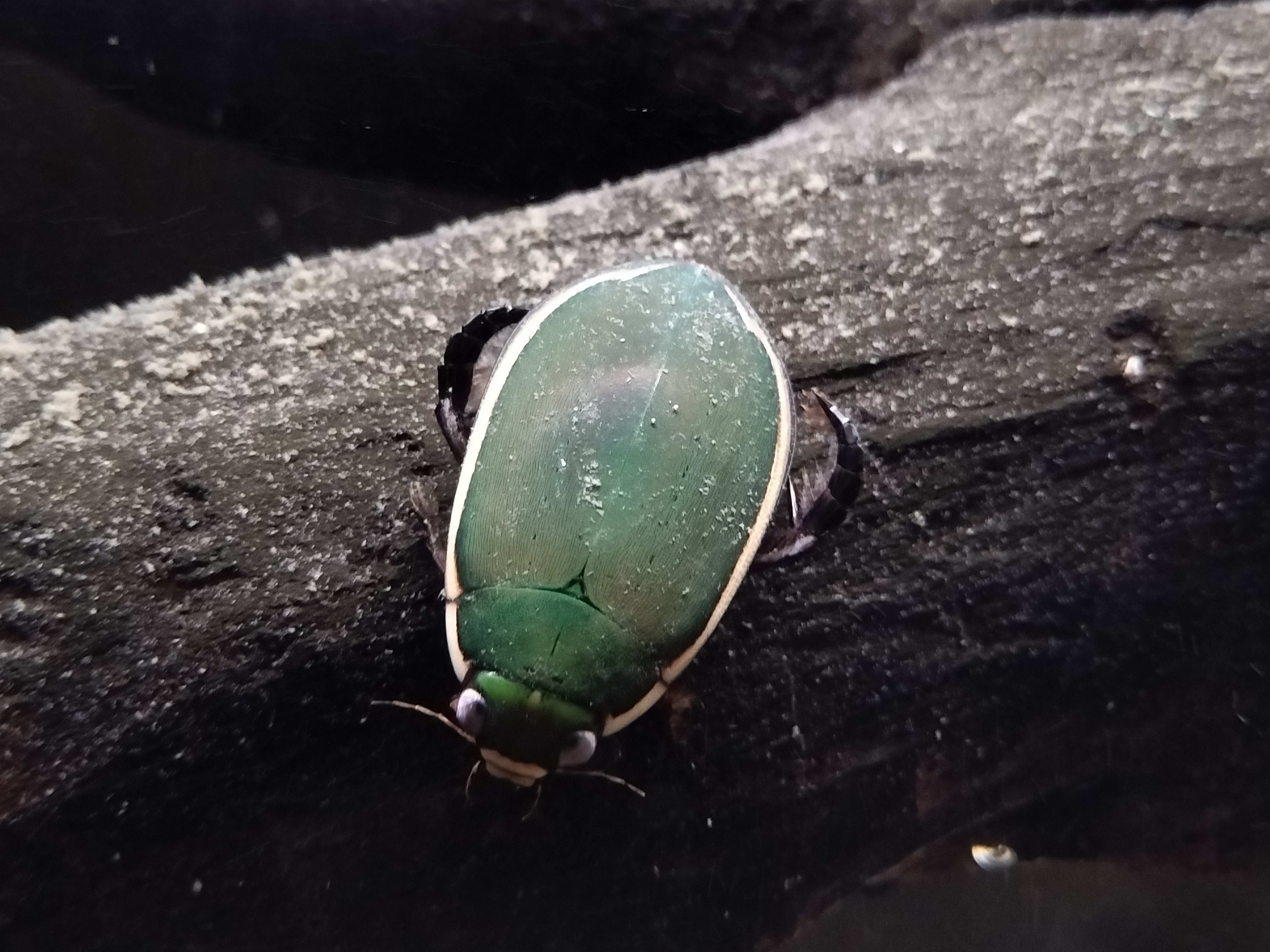
アクアマリンいなわしろカワセミ水族館に展示されているフチトリゲンゴロウの生体

もともと日本では南西諸島の限定された池沼などにしか生息していなかったが、アメリカ統治時代の沖縄では1960年代にアメリカ合衆国政府の施策により稲作からサトウキビ栽培への転換が推進されたことで多くの水田・池沼が埋め立てられサトウキビ畑に代わった。それに伴ってフチトリゲンゴロウの生息環境が破壊され、フチトリゲンゴロウは深刻なダメージを受け、圃場整備・水質悪化などの影響も受けて激減した。2018年現在は絶滅危惧IA類 (CR)（環境省レッドリスト）に指定されている。
- 沖縄県では2017年版レッドデータブックで「絶滅危惧IA類（CR）」に指定されており[21]、1999年5月26日に宮古島で採集された個体を最後に発見例がないため[22]、既に絶滅した可能性が高い[21]。
  - かつて八重山列島の石垣島・西表島では普通種で[19]、特に西表島には1990年代中ごろまで複数の産地があった[23]。しかし西表島では1996年8月に採集された記録を最後に公な記録がないことから、1993年以降に減少し、1990年代後半に絶滅したと推測されている[11]。
- また鹿児島県でも『鹿児島県レッドデータブック』（2003年3月発行）によれば、1990年以降はほとんど採集記録がなく、1999年 - 2000年にかけて数個体が記録されたのみという状況で[20]、鹿児島県レッドリスト（2014年更新）では「絶滅危惧種1類」に指定されている[33]。

南西諸島の既知産地ほとんどで姿を消し、2010年以降はごくわずかな地点で少ない個体数が確認されたのみで、日本国内ではほぼ絶滅状態とされる。
フチトリゲンゴロウの保全には生息地再生・継投保全など積極的な保全対策が必要とされる。生息域外保全の一環として、2007年度（平成19年度）以降は東海大学教授である北野忠の研究室で飼育下での人工繁殖が行われており、また2018年（平成30年）以降は環境省による「生息域外保全モデル事業」の一環として、アクアマリンいなわしろカワセミ水族館や伊丹市昆虫館で生体展示、および人工繁殖が行われている。

## 人間との関係
2011年4月1日よりマルコガタノゲンゴロウ・シャープゲンゴロウモドキ・ヨナグニマルバネクワガタ・ヒョウモンモドキとともに「国内希少野生動植物種」（種の保存法）として指定され、捕獲・採取・譲渡（販売など）が原則禁止されている。この規制は日本産のみならず外国産の同種にも適用される一方、かつて「タイ産フチトリゲンゴロウ」として流通していた種類は東邦大学理学部教授・久保田宗一郎により別種である可能性が指摘されている。
飼育方法は基本的にゲンゴロウ（ナミゲンゴロウ）とほぼ同一だが、低温に弱いため、冬季はヒーターを使用するなどして最低15℃以上の水温を維持する必要がある。
中国華南地方・東南アジアでは2014年時点でも普通種で、華南地方ではトビイロゲンゴロウなどとともに食用として利用されている。

## 類似種
類似種としてラオスなどに分布する種 Cybister guerini Aubé, 1838 が存在し、分布域が重複するフチトリゲンゴロウと混同されている可能性が指摘されている。